# Премия имени С. А. Чаплыгина
Премия имени С. А. Чаплыгина — академическая премия, присуждавшаяся за лучшую оригинальную работу по теоретическим исследованиям в области механики.
Учреждена Президиумом Академии Наук СССР в 1942 году за лучшую оригинальную работу по теоретическим исследованиям в области механики, первое награждение состоялось в 1947 году.
Премия имени С. А. Чаплыгина присуждались один раз в 3 года и была одной из двух премий АН СССР по Отделению технических наук (другая — премия имени П. Л. Чебышева).
Работы на соискание премий представлялись в адрес Отделения технических наук в срок не позже 1 мая, награждённые определялись до 1 октября.
Размер премии — 10 тысяч рублей, после денежной реформы 1961 года — тысяча рублей.
С 1995 года Российской академией наук присуждается Золотая медаль имени С. А. Чаплыгина

## Лауреаты
- 1946 — Седов, Леонид Иванович за работу «Распространение сильных взрывных волн»
- 1950 — Охоцимский, Дмитрий Евгеньевич — за работу по баллистике
- 1958 — Румянцев, Валентин Витальевич
- 1961 Гогосов, Вадим Владимирович, Бармин, Алексей Алексеевич — за работы по распаду произвольного разрыва в магнитной гидродинамике
- 1964 Гуревич, Максим Исидорович (Московский институт инженеров железнодорожного транспорта) за цикл работ по теории струй идеальной жидкости
- 1967 Куликовский, Андрей Геннадьевич — за работу «Об устойчивости структуры нейтрально устойчивой ударной волны в газе»
- 1970 Григорян, Самвел Самвелович — за цикл работ по построению моделей грунтов и горных пород и решению задач о действии взрыва в этих средах
- 1973 Любимов, Григорий Александрович, Ватажин, Александр Бенцианович, Регирер, Сергей Аркадьевич — за монографию «Магнитогидродинамические течения в каналах»
- 1976 — Чёрный, Горимир Горимирович, Левин Владимир Алексеевич — за работы по асимптотическим методам в теории детонации
- 1979 Сарычев, Василий Андреевич (совместно с Ю. А. Садовым)
- 1982 Краснобаев, Константин Васильевич, Баранов, Владимир Борисович[3] за монографию «Гидродинамическая теория космической плазмы»;
- 1985 Якимов, Юрий Львович — за цикл работ «О движении тел в воде с большими скоростями».
- 1988 Козлов, Валерий Васильевич
- 1991 Рязанцев, Юрий Сергеевич, Полянин, Андрей Дмитриевич, Ю. П. Гупало[3]